# Absoluuttinen Nollapiste
Absoluuttinen Nollapiste (in italiano Zero Assoluto) è un gruppo musicale pop rock finlandese, originario di Rovaniemi.

## Storia del gruppo
La storia del gruppo inizia nel 1991 quando Tommi Liimatta, autore della maggior parte dei testi eccentrici del gruppo, prende la decisione di fondare un gruppo i cui membri provenivano da Rovaniemi e dai suoi dintorni.

## Membri

### Membri attuali
- Tommi Liimatta - chitarra, voce, strumenti a fiato
- Aki Lääkkölä - chitarra, tastiere
- Aake Otsala - basso
- Tomi Krutsin - batteria

### Ex-membri
- Janne Hast - tastiere (2003-2011)
- Teemu Eskelinen - percussioni, voce (settembre 1999 - dicembre 2001)
- Jukka Leinonen - chitarra (giugno 1991 - novembre 1992)
- Matti Kettunen - basso (giugno 1991 - novembre 1991)

## Discografia
- 1994 - Neulainen Jerkunen
- 1995 - Muovi antaa periksi
- 1998 - Simpukka-amppeli
- 1999 - Suljettu
- 2000 - Olos
- 2001 - Olen pahoillani - valitut teokset 1994-2000 (Raccolta)
- 2002 - Nimi muutettu
- 2003 - Seitsemäs sinetti
- 2004 - Sortovuodet 1994-2004 (Raccolta)
- 2005 - Mahlanjuoksuttaja
- 2007 - iiris
- 2009 - Musta hiekka
- 2011 - Demo 3